# Max Buhle
Max Georg Julius Buhle (* 18. Dezember 1867 in Hamburg; † 26. Januar 1935 in Dresden) war ein deutscher Maschinenbauingenieur und Hochschullehrer.

## Leben
Max Buhle leistete nach dem Besuch eines Realgymnasiums in Hamburg zwischen 1888 und 1889 seinen Militärdienst als Einjährig-Freiwilliger und begann im Anschluss 1889 ein Studium der Fachrichtung Maschinenbau an der Technischen Hochschule (Berlin-)Charlottenburg. Nach dessen Abschluss mit dem ersten Staatsexamen nahm er 1894 als Regierungsbauführer (Referendar in der öffentlichen Bauverwaltung) praktische Tätigkeiten bei der Königlichen Eisenbahndirektion Berlin (u. a. in deren Telegrafeninspektion), der Allgemeinen Elektrizitätsgesellschaft (AEG) in Berlin und der Eisenbahn-Hauptwerkstatt Potsdam der Preußischen Staatseisenbahnen auf. Er engagierte sich während dieser Zeit auch im Verein Deutscher Ingenieure (VDI), dessen Mitglied er 1894 wurde. 1896 legte er sein zweites Staatsexamen für den Staatsdienst im Maschinenbaufach ab, im Juli 1897 wurde er zum Regierungsbaumeister (Assessor in der öffentlichen Bauverwaltung) ernannt. Im Studienjahr 1897/1898 war er zunächst als Honorarassistent an der Charlottenburger Hochschule tätig. 1898 unternahm er eine erste Studienreise in die USA und wurde er als Konstrukteur bei Borsig in Berlin angestellt. Im Studienjahr 1900/1901 war er nochmals als wissenschaftlicher Assistent an seiner ehemaligen Hochschule tätig, wobei er die Professur für Eisenbahnmaschinen vertrat. Er schloss dort auch seine Habilitation ab und lehrte daraufhin für ein Jahr als Privatdozent an der Hochschule. Am 26. März 1902 heiratete er Lina geb. Goltz.
Am 1. Oktober 1902 wurde er – zunächst als außerordentlicher Professor – an die Technische Hochschule Dresden berufen und hielt am 24. Oktober 1902 seine Antrittsvorlesung über das Thema „Der Getreideweltverkehr und die technischen Hilfsmittel zur Förderung, Lagerung und Erhaltung der Frucht“. 1904 übernahm er die Professur für Maschinenelemente, Hebe- und Transportmaschinen an der Abteilung für Maschinen- und Elektroingenieure der Hochschule. Er begründete dort das Lehrgebiet Fördertechnik, das er bis zu seiner Emeritierung weiter ausbaute, und befasste sich auch mit Lokomotiven und Landtransportmitteln. Er war ferner im Studienjahr 1912/1913 Vorstand der Mechanischen Abteilung der Technischen Hochschule Dresden. 1913 übernahm Buhle außerdem die Vorlesungen über allgemeine Maschinenlehre und Eisenbahnmaschinenwesen sowie die Übungen für Technisches Zeichnen von seinem in diesem Jahr emeritierten Kollegen Hugo Fischer. 1924 unternahm er eine zweite Studienreise in die USA, um die US-amerikanischen Eisenbahnen insbesondere aus technischer Sicht zu studieren. 1930 wurde Buhle emeritiert, sein Nachfolger auf dem mittlerweile umbenannten Lehrstuhl für Maschinenkunde und Fördertechnik wurde 1931 Enno Heidebroek.

## Schriften
Buhle verfasste neben seiner Lehrtätigkeit Artikel für Brockhaus’ Konversationslexikon, Meyers Konversations-Lexikon sowie Otto Luegers Lexikon der gesamten Technik. Er war Mitarbeiter beim 1910 erschienenen Band VII (Hebemaschinen und Transportvorrichtungen) der von Alfred Schlomann herausgegebenen Illustrierten Technischen Wörterbücher. Darüber hinaus veröffentlichte er verschiedene Fachbücher und Artikel, wie z. B.:
- Transport- und Lagerungs-Einrichtungen für Getreide und Kohle. G. Siemens, Berlin 1899.
- Technische Hülfsmittel zur Beförderung und Lagerung von Sammelkörpern (Massengütern). 3 Bände, Julius Springer, Berlin 1901–1906.
- Das Eisenbahn- und Verkehrswesen auf der Industrie- und Gewerbeausstellung zu Düsseldorf 1902. Julius Springer, Berlin 1903.
- (mit Willy Pfitzner): Das Eisenbahn- und Verkehrswesen auf der Weltausstellung in St. Louis 1904. Richard Dietze, Berlin 1905.
- Massentransport. Ein Hand- und Lehrbuch über Förder- und Lagermittel für Sammelgut. Deutsche Verlags-Anstalt, Stuttgart 1908.
- Die Stadt Dresden in der Technik. Zugleich ein Bericht über die technischen Ausflüge bei der 49. Hauptversammlung des Vereines deutscher Ingenieure in Dresden 1908. Berlin 1908.
- Die Förder- und Lageranlagen des Eisenwerks Trzynietz der Österreichischen Berg- und Hüttenwerks-Gesellschaft. (= Sammlung Berg- und Hüttenmännischer Abhandlungen, Heft 119.) Gebr. Böhm, Kattowitz 1912.
- Seilschwebebahnen für den Fernverkehr von Personen und Gütern. In: Zeitschrift des Vereins deutscher Ingenieure, 57. Jahrgang 1913, S. 1783.
- Neuzeitliche Kabelkrane und ihre Anwendung auf das Bauwesen. In: Deutsche Bauzeitung, 47. Jahrgang 1913, Nr. 79, Nr. 81 und Nr. 82. (dreiteiliger Artikel)
- Ein Vierteljahrhundert amerikanischer Technik. Eindrücke von meinen Studienreisen nach Nordamerika 1898 und 1924. F. C. Glaser, Berlin 1925.